# Războaiele Italiene
Războaiele Italiene, deseori denumite și Marile războaie italiene sau Marile războaie ale Italiei și uneori Războaiele Habsburgi-Valois au fost o serie de conflicte, din 1494 și până în 1559, între Habsburgi și Franța, ajutate fiecare de diverse state din Europa occidentală, (Regatul Angliei, Regatul Scoției, Statul Papal, Veneția și alte orașe-state italiene), dar și Imperiul Otoman pentru dominație în Italia și, pe plan mai larg, pentru hegemonie în Europa. Provenind inițial din dispute dinastice asupra Regatului Neapolelui și Ducatului Milanului, conflictul s-a transformat rapid într-o luptă generală pentru putere și teritoriu dintre diferiți participanți și a fost marcat de un număr în creștere de alianțe, contra-alianțe și trădări.